# Positief-wettelijk bewijsstelsel
Het positief-wettelijk bewijsstelsel is een leerstuk uit het strafrecht. Het behelst dat het aantal aan te voeren bewijzen limitatief in de wet is opgesomd. Evenwel moet de rechter bij een bepaalde hoeveelheid aan bewijsmiddelen tot een bewezenverklaring komen. Dit maakt het positief-wettelijk bewijsstelsel de tegenhanger van het negatief-wettelijk bewijsstelsel. De bewijsmiddelen zijn bij laatstgenoemde stelsel eveneens limitatief opgesomd in de wet. De rechter is bij beide stelsels  gebonden aan een bewijsminimum, maar van een verplichte bewezenverklaring is bij het negatief stelsel geenszins sprake, voor zover de rechter niet de overtuiging heeft dat de verdachte het ten laste gelegde heeft begaan. 
Bovendien kan er nog een tweedeling gemaakt worden tussen het wettelijke bewijsstelsel (negatief, positief) en het vrije bewijsstelsel. Kenmerk van het vrije bewijsstelsel is dat elk soort bewijs toegestaan is.

## Toepassing in verschillende jurisdicties
- In het strafrecht van Angelsaksische landen (Het Verenigd Koninkrijk, Verenigde Staten, Australië) geldt het positief-wettelijk bewijsstelsel.